# سحر حسين
سحر حسين (4 أبريل 1969 -)، ممثلة قطرية من أصل عراقي

## عن حياتها
ولدت لأبوين عراقيين، وعاشت فترة من حياتها في الكويت وبدأت التمثيل في عام 1976 فيها، وذلك من خلال المشاركة في عدد من السهرات التلفزيونية في سن صغيرة، وفي عام 1980 شاركت بمسلسل العتاوية مع الفنان عبد الحسين عبد الرضا واشتهرت بدورها فيه. درست في «المعهد العالي للفنون الموسيقية» ولكنها لم تتخرج منه بسبب الغزو العراقي للكويت، واستقرت في قطر وتزوجت من بعد ذلك وانجبت أبناء إلا إنها انفصلت عنه بعد ذلك. وعادت مرة أخرى إلى الكويت من خلال مسرحية البنات والطنطل ومسلسل لن أطلب الطلاق في عام 2013،

### حياتها الأسرية
تزوجت في تسعينيات القرن الماضي بطل الجودو القطري «ناصر المالكي» ولما من الأبناء «فيصل» و«أحمد» و«ديما» ثم انفصلوا في أوئل الألفينيات. تعود لـ عائلة فنية حيث أن شقيقها عبد الكريم كاتب مسرحي ولها أربع شقيقات الممثلة سعاد والكاتبة ابتسام والمخرجة نجاة والممثلة هدى حسين.

### الأعتزال والعودة
توقفت عن التمثيل بعام 2001، وقد قررت العودة إلى المجال الفني بعمل مسرحي بعام 2011 اسمه «قلة أدب» وعادت الي الكويت في مسرحية البنات والطنطل ومسلسل لن اطلب الطلاق،

## أعمالها

### في التلفزيون
| سنه الإنتاج | اسم المسلسل                                           | بمشاركة |
| ----------- | ----------------------------------------------------- | --- |
| 1979        | إلى أبي وأمي مع التحية (جزئين)، الجزء الثاني عام 1982 | خالد النفيسي، حياة الفهد، هدى حسين، عبد الرحمن العقل، بدر المسباح                                                     |
| 1980        | العتاوية                                              | عبد الحسين عبد الرضا، عائشة إبراهيم، خالد العبيد، علي المفيدي، محمد جابر، هيفاء عادل                                  |
| 1981        | أبلة منيرة                                            | خالد النفيسي، عبد الرحمن العقل، محمد السريع، من مصر منى جبر، سعد أردش                                                 |
| 1984        | إلى من يهمة الأمر                                     | أحمد الصالح، مريم الغضبان، جاسم النبهان، عائشة إبراهيم، علي المفيدي، طيبة الفرج                                       |
| 1989        | الطماعون                                              | خالد العبيد، عائشة إبراهيم، جاسم النبهان، محمد المنيع، جمال الردهان، عبد العزيز المسلم، طارق العلي                    |
| 1989        | مسابقات رمضان - ستوب قف هوب                           | هدى حسين، محمد المنصور، أحمد الصالح، عائشة إبراهيم، محمد السريع                                                       |
| 1991        | ايام العمر                                            | غازي حسين، هدية سعيد، سعاد علي، علي حسن، جبر الفياض، علي ميرزا محمود، هلال محمد                                       |
| 1992        | حلم شهريار                                            | هدى حسين، غازي حسين، ناصر محمد، علي حسن                                                                               |
| 1994        | عفوا سيدي الوالد                                      | هدى حسين، عبد العزيز جاسم، غازي حسين، هدية سعيد، لطيفة المجرن، طيف                                                    |
| 1995        | جميلة                                                 | هدى حسين، غازي حسين، سميرة أحمد، ناصر عبد الرضا                                                                       |
| 1996        | نأسف لهذا الخلل                                       | هدى حسين، غازي حسين، هدية سعيد، إيمان محمد علي، لطيفة المجرن                                                          |
| 1999        | أحلام البسطاء                                         | هدى حسين، عبد العزيز جاسم، غازي حسين، هدية سعيد، فخرية خميس، زينب العسكري                                             |
| 2001        | درب الخطايا                                           | عبدالله احمد عبدالله، عبد الله عبد العزيز (ممثل)، لطيفة المجرن، فخرية خميس، علي سيف، اميرة محمد، محمد الجناحي         |
| 2013        | لن أطلب الطلاق                                        | إبراهيم الحربي، خالد أمين، هدى حسين، هنادي الكندري، فهد البناي، فهد باسم                                              |
| 2014        |                                                       | هدى حسين، حسين المنصور، سحر حسين طيف (ممثلة)، باسمة حمادة، أحلام حسن، هنادي الكندري، يعقوب عبد الله، عبد الله الطليحي |
| 2016        | المحتالة                                              | هدى حسين، عبد الرحمن العقل، سحر حسين، ياسر المصري، هيا الشعيبي، مرام البلوشي                                          |
| 2019        | هلي وناسي                                             | |
| 2022        | ست الحسن                                              | هدى حسين، عبدالمحسن النمر، هند البلوشي                                                                                |
| 2022        | عودة خالتي                                            | هدى حسين، فرح الصراف، عبد الله البلوشي، نورا بالألف، ريم أرحمه                                                        |
| 2023        | ملح وسمرة                                             | هدى حسين، جمال الردهان، عبد الله الطراروة، فاطمة الصفي                                                                |
| 2024        | زوجة واحدة لا تكفي                                    | هدى حسين، ماجد المصري، نور الغندور، فاطمة الصفي                                                                       |

### في البرامج والسهرات التلفزيونية
| سنه الإنتاج      | المسرحية             | بمشاركة                                                 |
| ---------------- | -------------------- | ------------------------------------------------------- |
| 1980             | دار                  | سعاد حسين، هدى حسين، جوهر سالم، داوود حسين، باسمة حمادة |
| 1980             | ألف باء تاء          | هدى حسين، عبد الرحمن العقل، حسين المنصور                |
| 1982             | العفريت              | هدى حسين، ماجد سلطان، سكينة حسين                        |
| 1983             | سندريلا              | هدى حسين، أسمهان توفيق، حسين المنصور، انتصار الشراح     |
| 1984             | فدوة لك              | سمير القلاف، سليمان العسعوسي، جاسم عباس، بدر سيفان      |
| 1985             | سندس                 | هدى حسين، محمد السريع، عبد الإمام عبد الله، زهرة الخرجي |
| 1986             | العصابة              | مريم الغضبان، هدى حسين، سمير القلاف                     |
| 1987             | شمس الشموس           | هدى حسين، داوود حسين، كاظم القلاف                       |
| 1988             | ليلى والذيب          | هدى حسين، محمد العجيمي، زهرة الخرجي                     |
| 1989             | الواوي وبنات الشاوي  | هدى حسين                                                |
| 1989             | العصابة              | هدى حسين،عبد العزيز المنصور،زينب الضاحي،عائشة إبراهيم   |
| 1990             | البنات والساحر       | سعاد حسين، هدى حسين                                     |
| 1990             | عرب 2000 عرضت في قطر | هدى حسين، طارق العلي                                    |
| 1991             | عربسات               |                                                         |
| 1993             | عروس البحر           | هدى حسين، علي المالكي، حمد عبد الرضا                    |
| 1995             | قرية الزهور          | فريد الجابري، فالح فايز، علي سلطان، سعد بخيت            |
| 1995             | الذيب والعنزات       | هدى حسين، ناصر عبد الرضا                                |
| السيف وإلا الضيف |                      |                                                         |
| 1997             | الديناصور            | هدى حسين                                                |
| 1997             | جملية والوحش         | هدى حسين، ناصر عبد الرضا                                |
| 1999             | علي بابا والعصابه    | هدى حسين، عبد الله عبد العزيز                           |
| 2002             | مرجانة والعصابة      | هدى حسين                                                |
| 2013             | البنات و الطنطل      | هدى حسين، عبد الله الطليحي، علي الحسيني، أحمد حسين      |
| 2014             | كوخ حارسات الغابة    | هدى حسين،                                               |
| 2015             | مملكة الطيور         | يعقوب عبد الله، إبراهيم دشتي، نور الغندور               |
| 2015             | ملكة الظلام          | هدى حسين، احلام حسن، اوس الشطي                          |
| 2016             | عائلة آدم            | هدى حسين، عبد الرحمن العقل، منى شداد                    |
| 2017             | ليلة السيدة          | هدى المالكي                                             |
| 2017             | توتا والقرده شيتا    | هدى حسين، منى شداد                                      |
| 2024             | المنخفض ياي          |                                                         |

| سنه الإنتاج | المسرحية                        | بمشاركة                                                            |
| ----------- | ------------------------------- | ------------------------------------------------------------------ |
|             | احلى صباح - 1976برنامج.         |                                                                    |
|             | كوكبنا الصغير - برنامج.         |                                                                    |
| 1976        | امرأه قالت لا - سهرة تلفزيونية. | حياة الفهد، منصور المنصور، خليل إسماعيل، جاسم النبهان، باسمة حمادة |
| 1977        | أزهار الشك - سهرة تلفزيونية.    | غانم الصالح، سعاد عبد الله                                         |
| 1978        | العقاب - سهرة تلفزيونية.        | عائشة إبراهيم، أحمد الصالح، باسمة حمادة، إبراهيم الحربي            |

## روابط خارجية
- سحر حسين على موقع IMDb (الإنجليزية)
- سحر حسين على موقع قاعدة بيانات الأفلام العربية
- سحر حسين على موقع قاعدة بيانات الفيلم (الإنجليزية)
- سحر حسين على موقع ليتربوكسد (الإنجليزية)